# Apicia remorta
Apicia remorta là một loài bướm đêm trong họ Geometridae.